# Ковёр

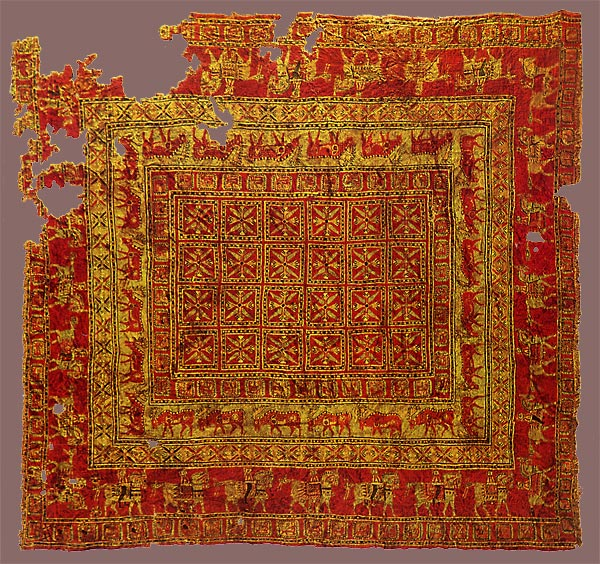
Древнейший из ворсовых ковров — Пазырыкский ковёр (около V века до н. э.), обнаруженный С. И. Руденко на Алтае. Государственный Эрмитаж, Санкт-Петербург

Ковёр (др.-рус. ковьръ, коверъ) — плотное тканое изделие из пряжи различного рода (или синтетическая его имитация), используемое для покрытия полов, иногда других поверхностей в помещении (столов, диванов и тому подобное) в декоративных, утеплительных, ритуальных или акустических целях.
Ковёр — одно из древнейших изобретений для декорирования и утепления любого дома: от юрты кочевого племени до роскошного дворца в барочном стиле. На протяжении многих веков ковёр был не только символом достатка, но и предметом искусства, поскольку для его выделки требовался длительный кропотливый ручной труд.

## Этимология

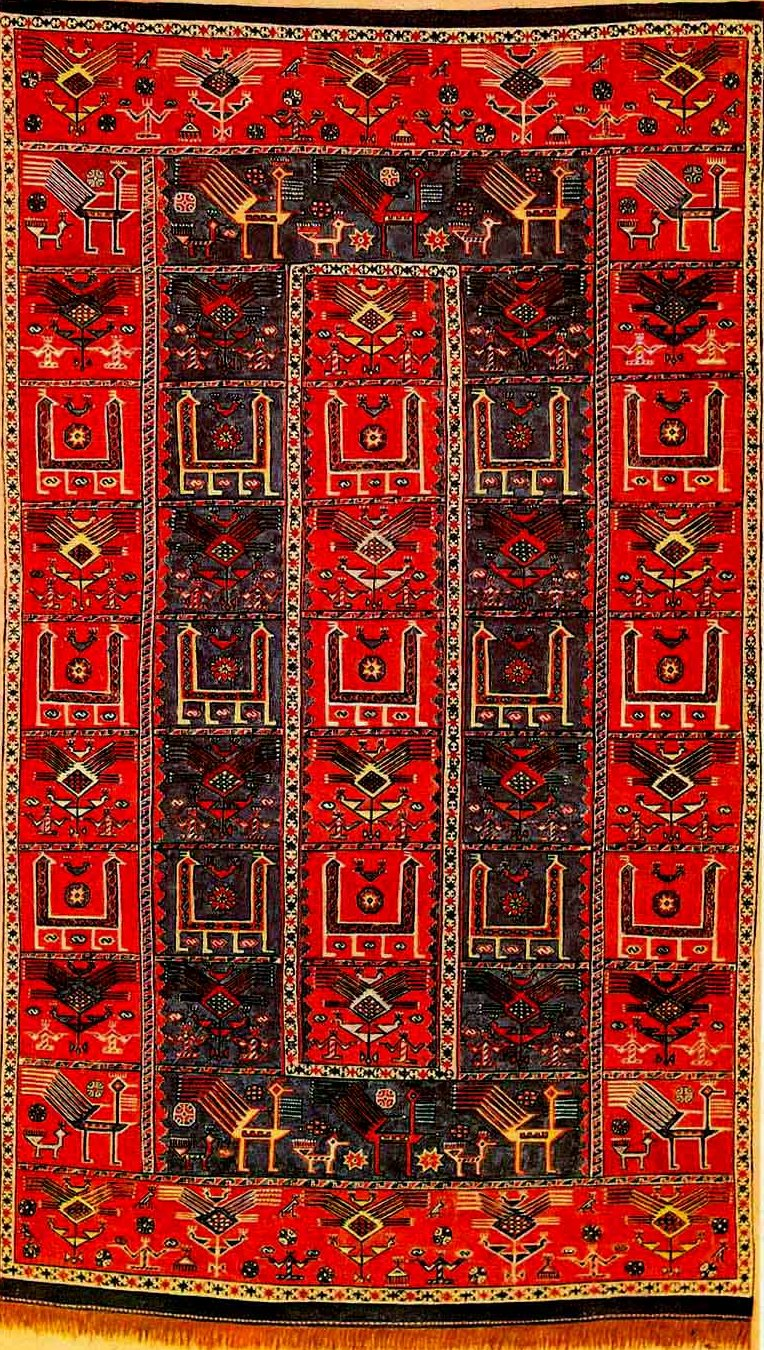
Азербайджанский ковёр — шедевр нематериального культурного наследия человечества

Считается, что слово «ковёр» было заимствовано древнерусским языком из тюркских языков. Одно из наиболее ранних употреблений этого слова в древнерусском языке — Повесть временных лет, под 6485 (977) годом написано:

И послал Ярополк найти брата, и вытаскивали трупы изо рва с утра и до полдня, и нашли Олега под трупами; вынесли его и положили на ковре
Оригинальный текст (древнерусск.)и посла Ӕрополкъ искатъ. и волочиша трупьє изъ гребли ѿ ауе и до полудн҃и. и налѣзоша исподи Ѡлга подъ трупьємъ. и внєсъше положиша и на коврѣ

## Специфика обработки
По характеру узоров и технике исполнения все ковры можно разделить на три основные группы: ворсовые, безворсовые и войлочные.
С изобретением анилиновых красителей в XIX веке ковровое производство пережило настоящий бум. Ковры резко упали в цене, повысилась конкуренция. Вековую гегемонию Персии начали теснить Турция, Китай и даже Европа. Но самые лучшие ковры, например из шёлковых нитей — по-прежнему весьма дороги. Сегодня анилиновые краски постепенно вытесняются полимерными и синтетическими, которые не нуждаются в закреплении и не линяют. Самое современное, третье поколение красителей — хромовые. По свойствам они практически неотличимы от натуральных, но не такие сочные по цвету.
Тем не менее, современные технологии позволили уравнять качество синтетических ковров с классическими шерстяными. Синтетические ковры серьёзно выигрывают в эксплуатации: за ними проще ухаживать.
В зависимости от технологии производства и способа закрепления пряжи на основе выделяют следующие типы ковров: тканые, плетеные, войлочные, тафтинговые (от англ. tuft — «растить пучками») и иглопробивные. Иглопробивное и тафтинговое производства скоростные, автоматизированные, дешевые. Процесс изготовления тканых ковров значительно медленнее и сложнее. Имитируя традиционную ручную работу, тканые ковры ощутимо дороже тафтинговых и иглопробивных. Они представляют собой плоские текстильные изделия, состоящие из двух перекрещивающихся систем нитей: продольных и поперечных.

## История ковроткачества

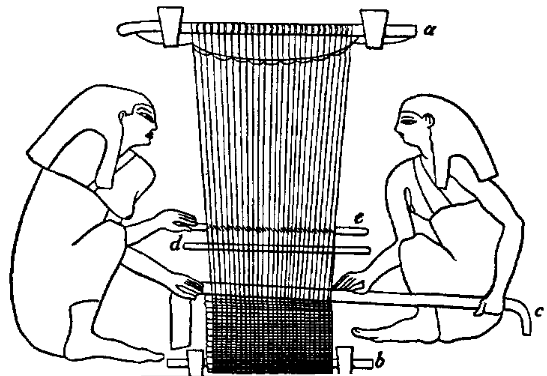
Женщины, работающие на ткацком станке. Фреска из Бени-Хасана. Древний Египет, X век до н. э.

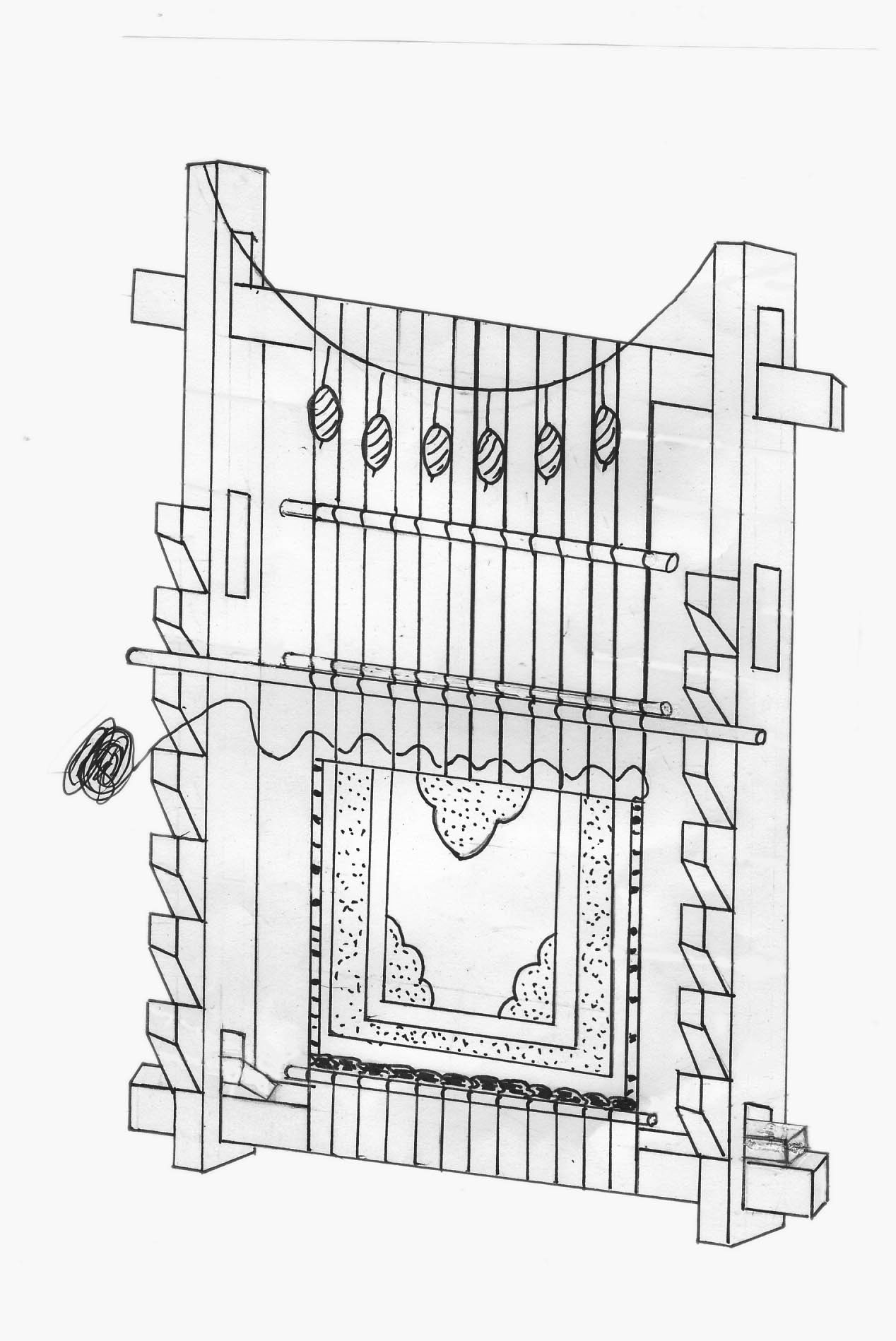
Машина, используемая для ковроткачества, в вертикальном направлении, верхняя часть на стене

Первые в истории тканые картины с изображением лотосов и скарабеев, изготовленные в технике ковров, датируют XVI—XI веками до н. э. Их изображения нашли в гробнице Тутмоса IV эпохи Нового Царства, однако, по-видимому, это был безворсовый ковер типа шпалеры. А найденная в египетском Бени-Хасане фреска «Женщины, работающие на ткацком станке» (X век до н. э.), возможно, скрывала самое древнее в истории изображение процесса изготовления ковров.
Возможно, фрагмент самого древнего ковра был обнаружен в урартском поселении IX века до н. э. в Кармир-Блуре. С.Руденко пришёл к заключению, что ковёр был соткан одним из иранских народов — персами, парфянами либо мидийцами, однако Элизабет Барбер полагает, что Руденко проанализировал не все возможные локации происхождения ковра.
Самый древний из сохранившихся ворсовых ковров был создан в V веке до н. э.. Археологи обнаружили его в Пазырыкском кургане на Алтае, и теперь он хранится в Эрмитаже. Место создания пазырыкского ковра является предметом дискуссий, называется Центральная и Западная Азия. Также существуют версии о скифском происхождении ковра. Ульрих Шульман предполагал, что ковёр являлся похоронным аксессуаром, скорее всего, армянского происхождения. Археолог Грязнов считал, что ковёр имеет среднеазиатское или иранское происхождение. По мнению М. Г. Мостафави, этот ковёр парфянский, а по И. Цих-Ниссен он изготовлен в северо-западном Иране, между Сузами и Фригией. С. П. Толстов по раскопкам хорезмского памятника Топрак-кала выдвинул гипотезу об изготовлении пазырыкского ковра массагетским племенем, которое двинулось в конце IV и в III веках до н. э. в Центральную Азию и, известное под именем больших юэчжей, имело связи с Алтаем. Анализируя данные дневника раскопок и сопоставляя найденные в Пятом Пазырыкском кургане мумифицированные тела и предметы, использованные в траурной церемонии, А. Гаврилова приходит к заключению, что Пазырыкский ковёр был соткан в Великой Мидии. Археологи Баркова и Полосьмак приводили предположения, что для окраса могла использоваться араратская кошениль, хотя древние мастера могли использовать польскую кошениль. Анализ Вайтинга показал, что в карминоносном красителе ворсовой нити пазырыкского ковра содержалось 10 % кермесовой кислоты, что даёт основание определить этот краситель как польскую кошениль.
Пазырыкский ковёр выполнен т. н. турецким симметричным двойным узлом (на 1 дм² вручную навязано 3600 узелков, а во всём ковре их свыше 1,250,000), и потому он обладает достаточно высокой плотностью. Украшен лаконичным орнаментом с ярко выраженными антропоморфными и зооморфными элементами (всадники на лошадях).

## Кочевники
В культуре кочевых народов ковры получили особое признание и стали широко распространяться по ареалам племён, живущих в лёгких домах, юртах. Рождение ковра в среде кочевых народов было обусловлено самим их бытом — резко континентальным климатом.
Ислам, запрещающий изображение живых существ, диктовал свои суровые, аскетичные правила: с ковров исчезли птицы, верблюды, лошади. Ислам стал доминирующей религией на Востоке, а орнаменты ковров заговорили языком символов и абстракций, превратились в тканое выражение Корана. Таким образом, персидский ковёр для посвящённого — книга о строении мироздания. Цвет ковра также мог рассказать о многом.
Ковры были непременным атрибутом выплачиваемой дани ввиду их редкости и дороговизны. Удобство ковров для утепления любого жилища трудно переоценить даже в наше время.
Высокая цена ковров была обусловлена исключительно кропотливой ручной работой, использованием редких красок, которые зачастую приходилось привозить издалека.
В домашних условиях тщательно окрасить шерсть было очень трудно. В каждом квартале жил собственный красильщик. В сельских районах бродячие мастера-красильщики криком предупреждали о своём приходе.
Для окраски ковров в некоторых мастерских используют натуральные красители. Они дороги, но прочны — служат веками. Растительные краски насыщенного синего цвета добывают из индиго. Из самок кошенили получают карминовый красный краситель; также красную краску получают из корней марены. Шафран используют для получения жёлтого цвета.

## В фотографии
Ковёр является традиционным фоновым элементом в отечественной бытовой и праздничной фотографии ещё с дореволюционных времён. Хотя многими профессиональными фотографами подобная практика не одобряется ввиду того, что подобная фотография рябит и оставляет впечатление засоренности, а рисунок ковра будет отвлекать и привнесёт в кадр слишком много смыслового мусора.

## Галерея

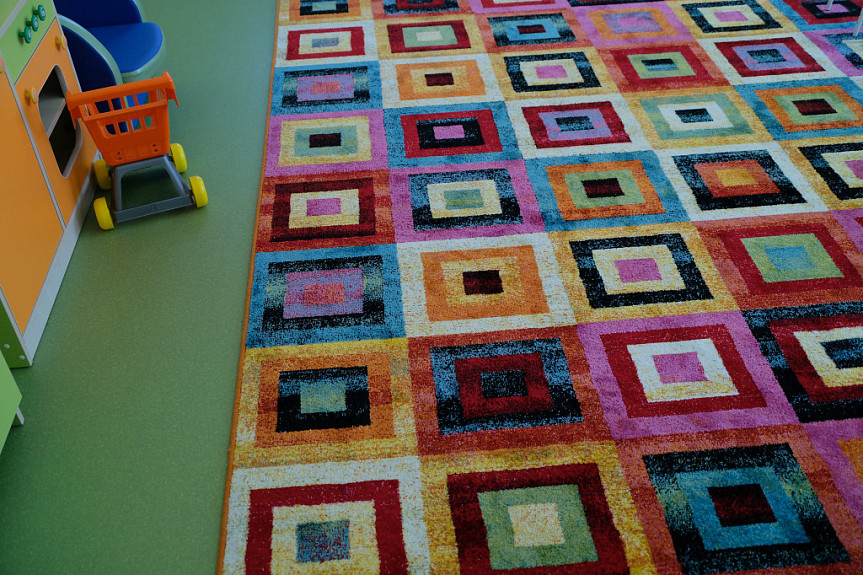
Ковер с геометрическими узорами на полу в детском саду. Бурятия, Россия
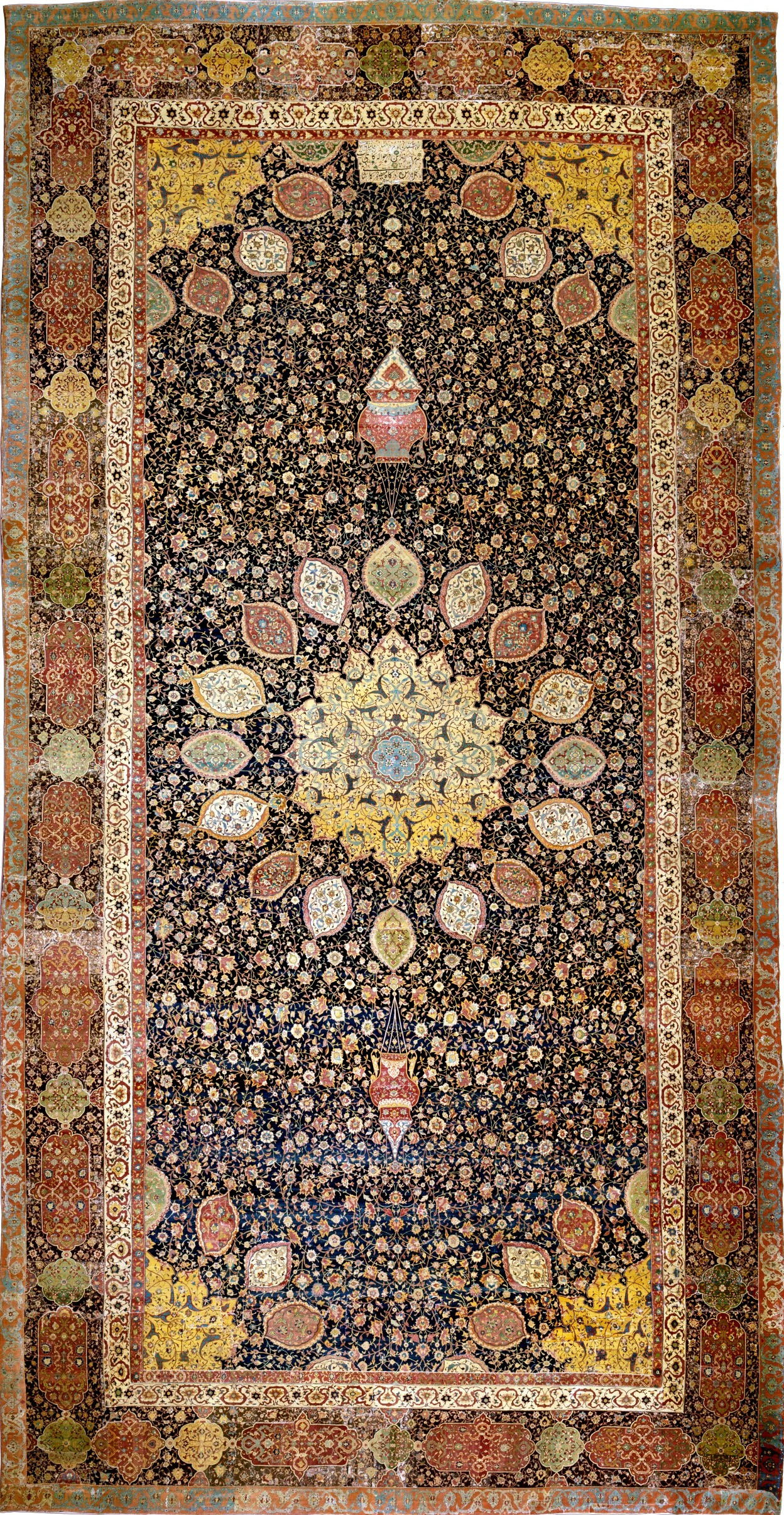
Один из ардебильских ковров
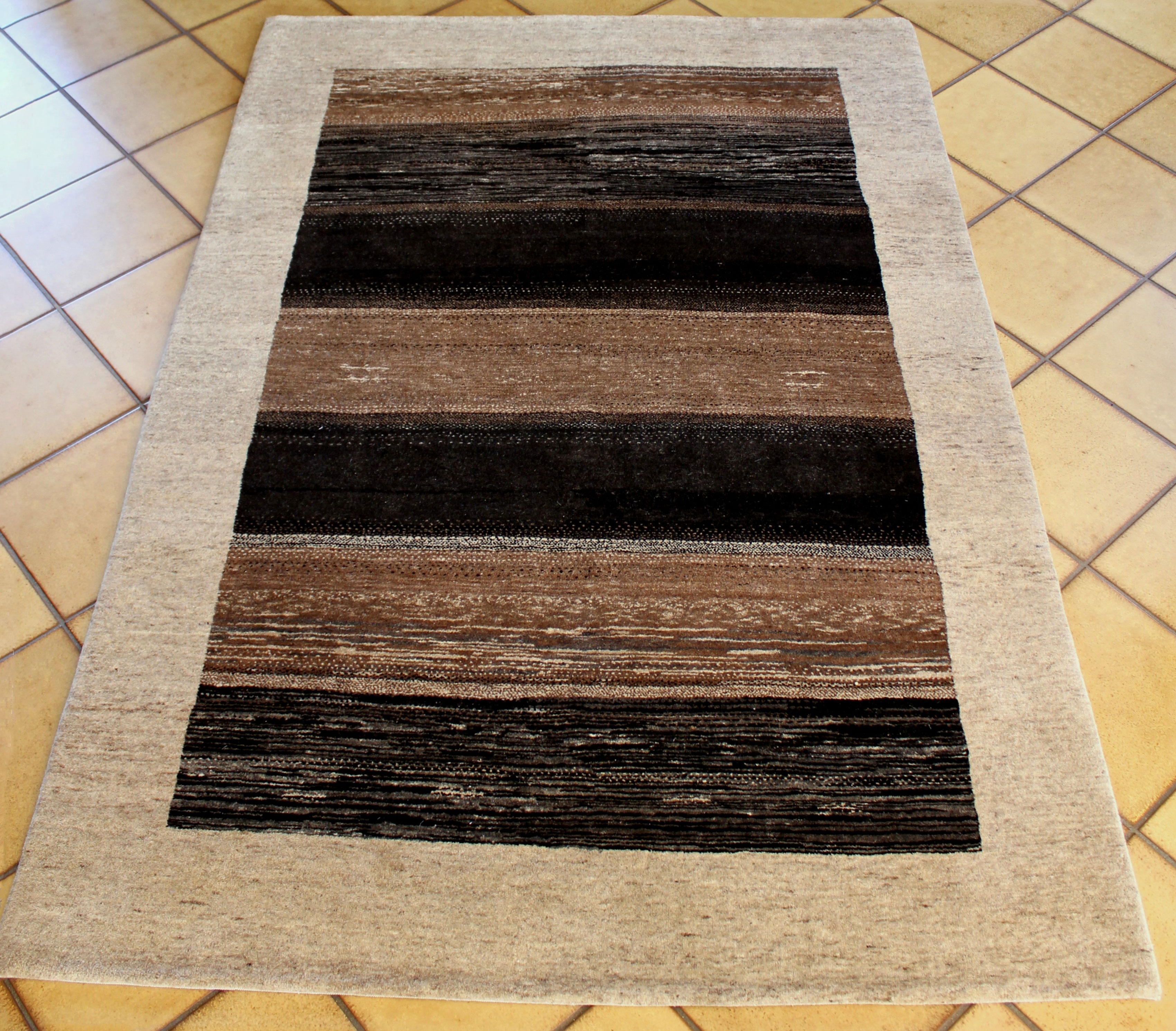
Маленький коврик
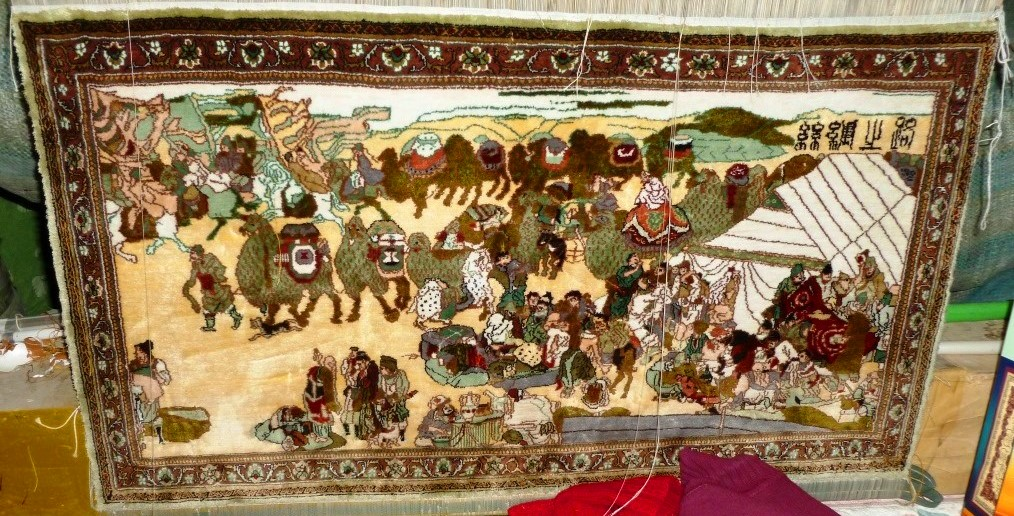
Современный ковёр, иллюстрирующий караван верблюдов на Шёлковом пути
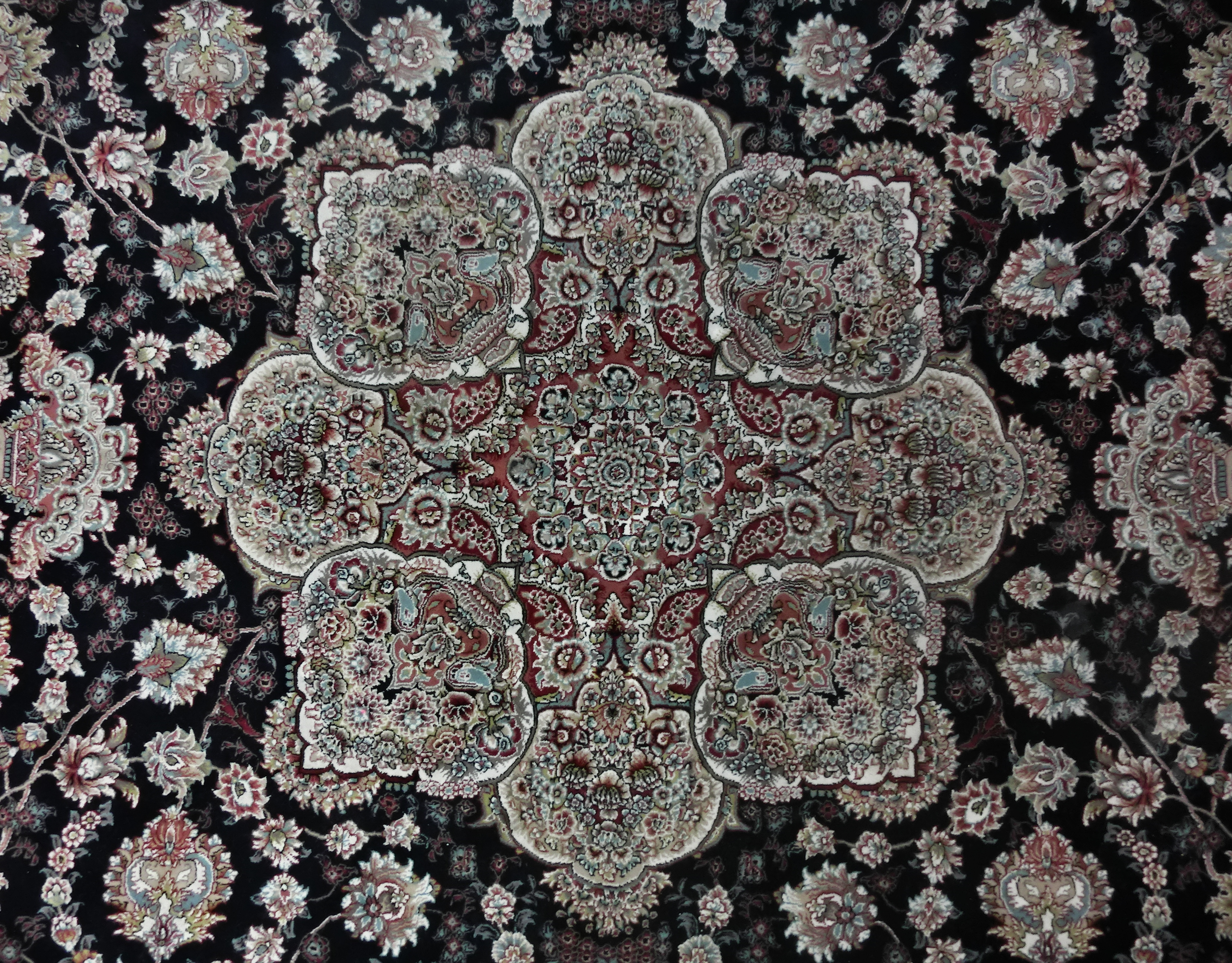
Медальон торандж — общий дизайн в персидских коврах
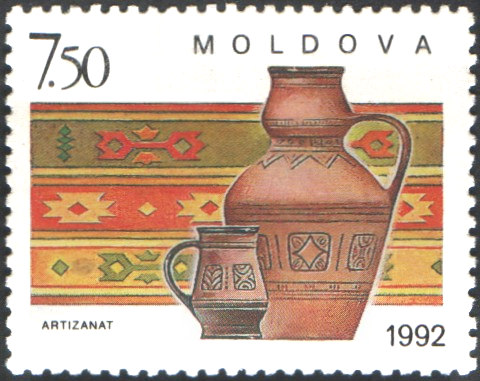
Молдавская марка, изображающая ковёр
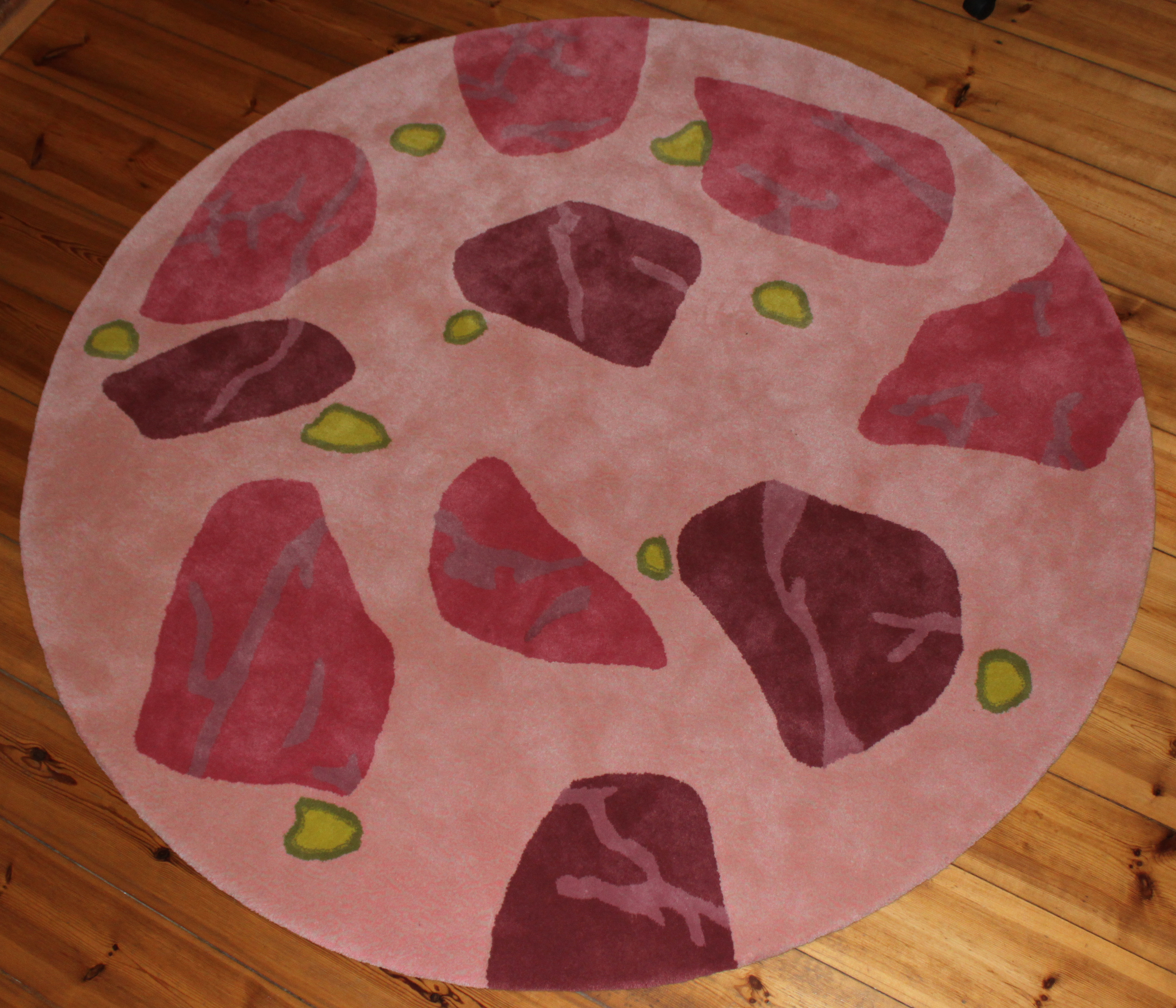
Ковёр из шерсти
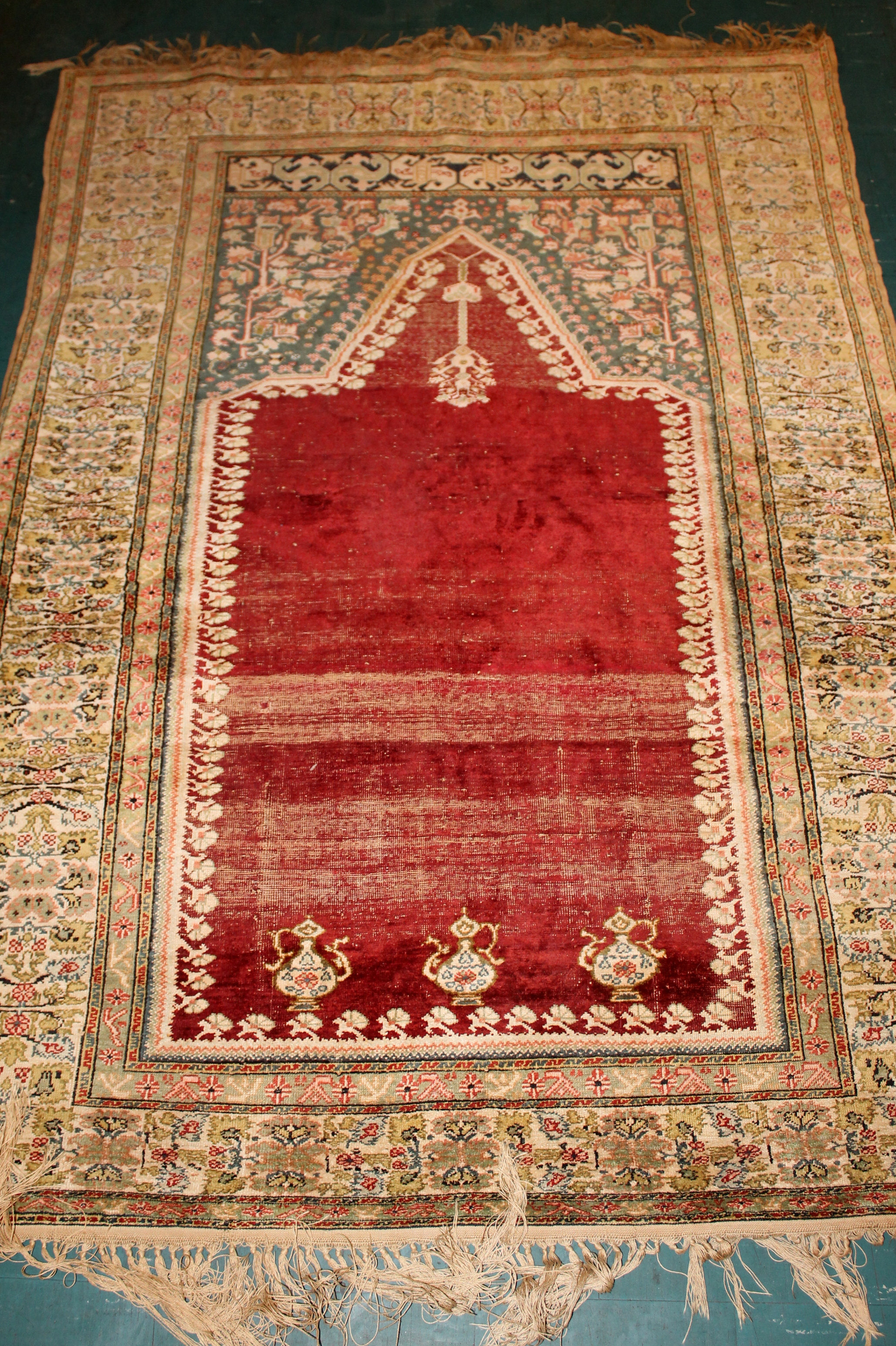
Молитвенный коврик из Кайсери, Турция
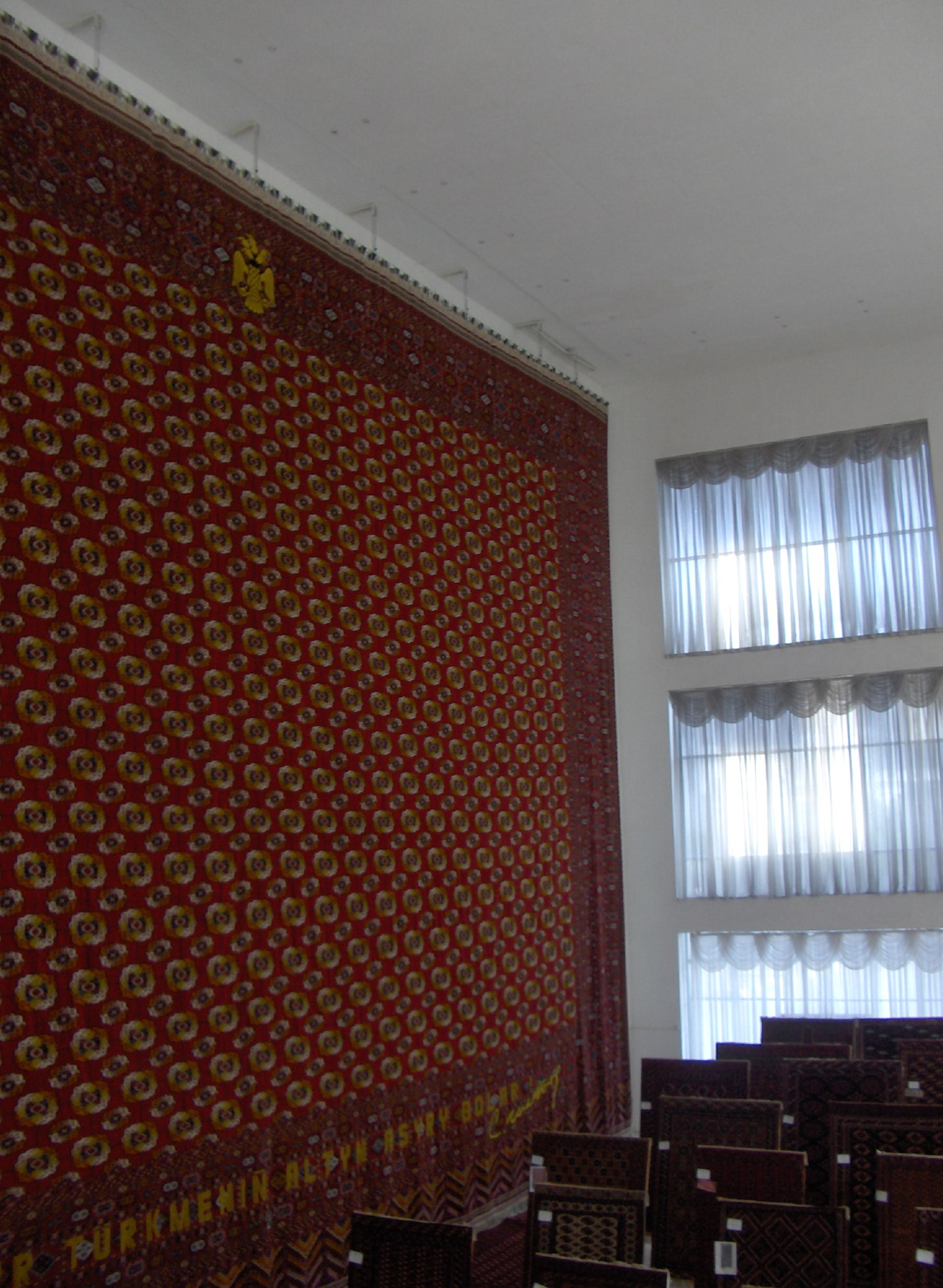
Самый большой ковёр ручной работы в мире в Музее туркменского ковра в Ашхабаде
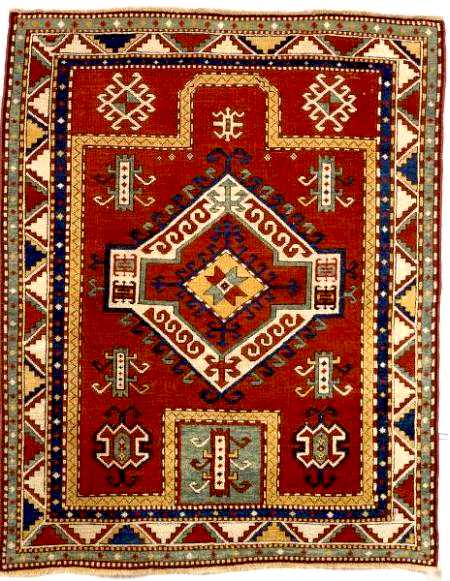
Ковёр для намаза
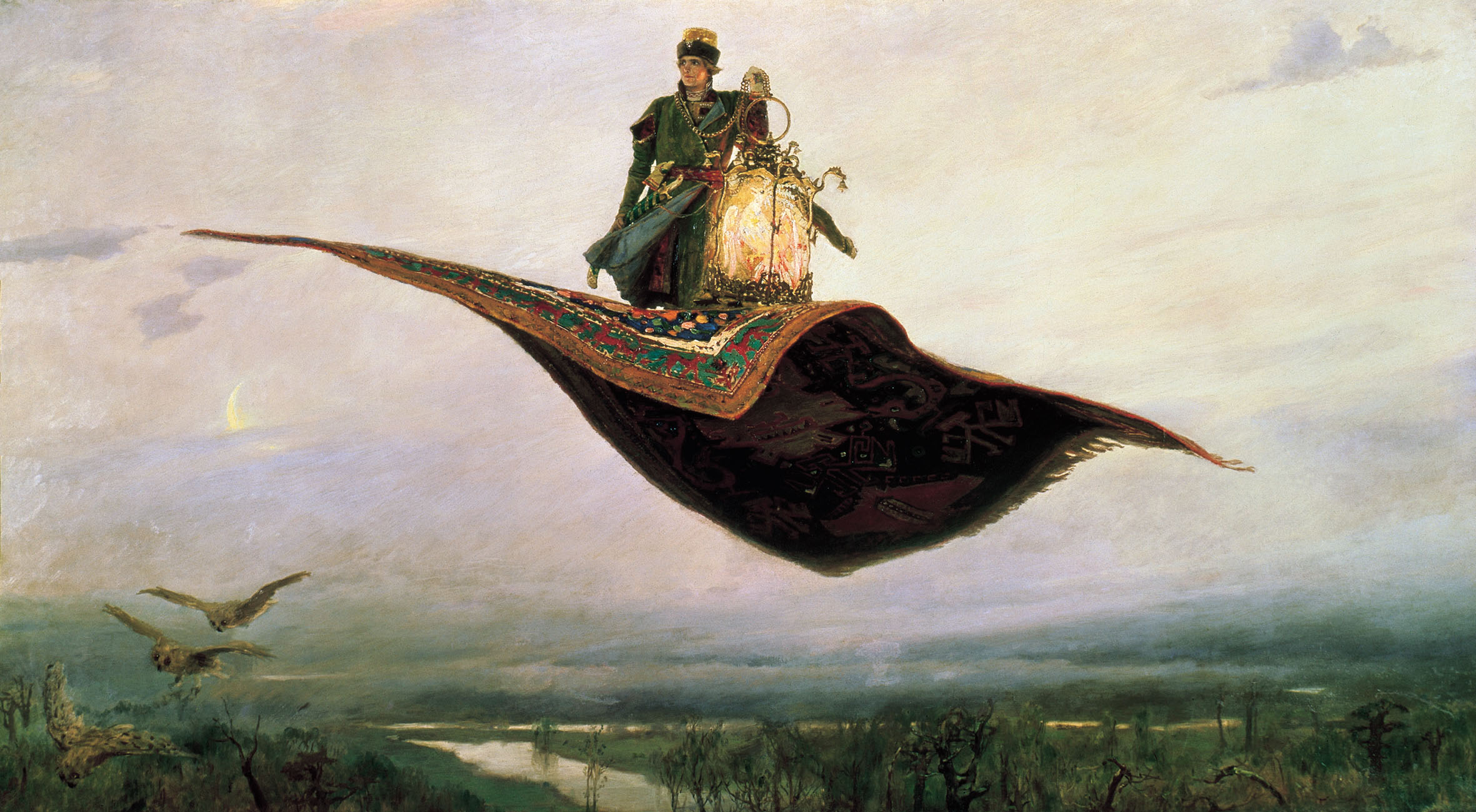
В. М. Васнецов «Ковёр-самолёт»
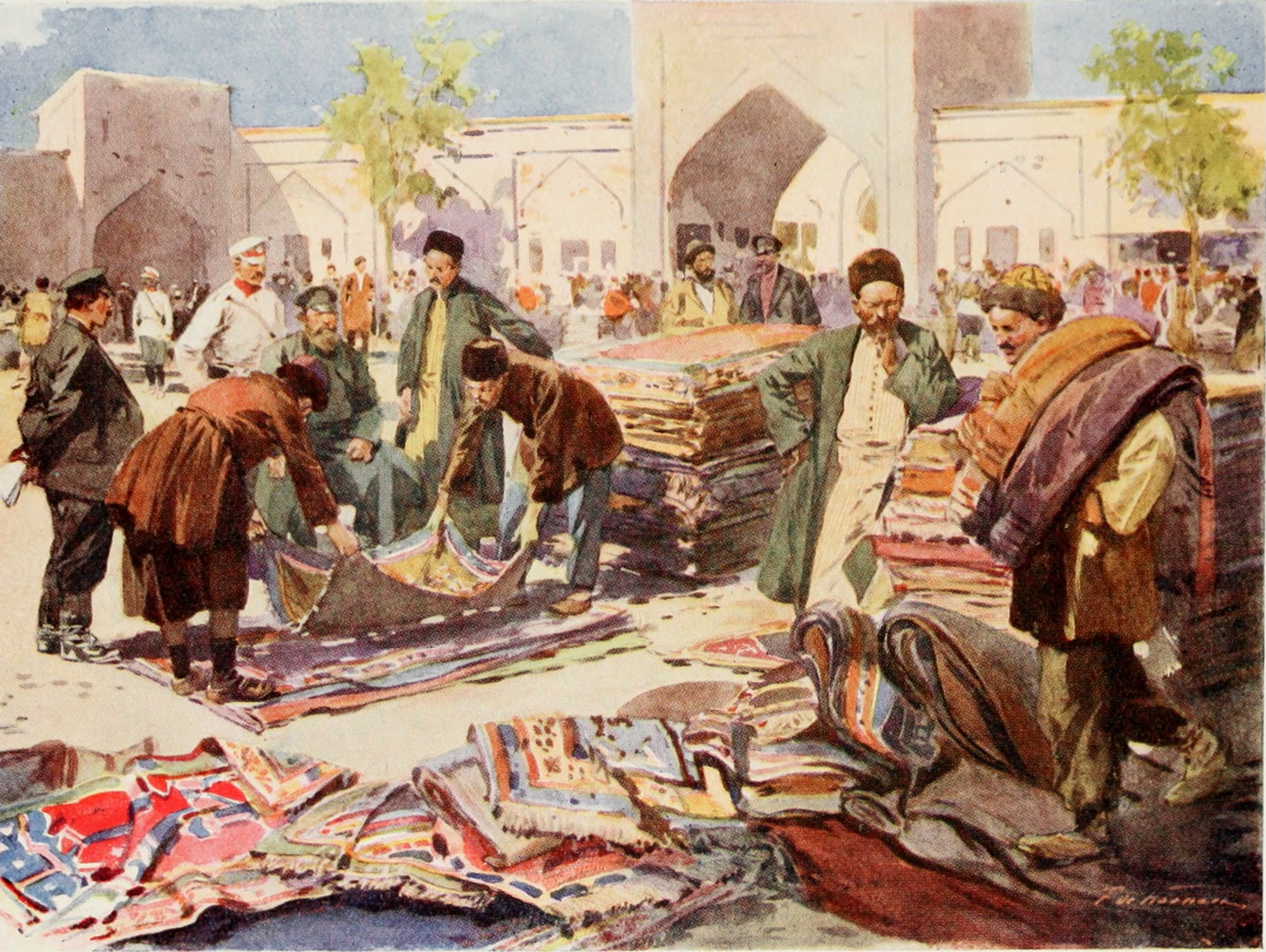
Фредерик де Ханен «Рынок ковров в Астрахани» (1913)
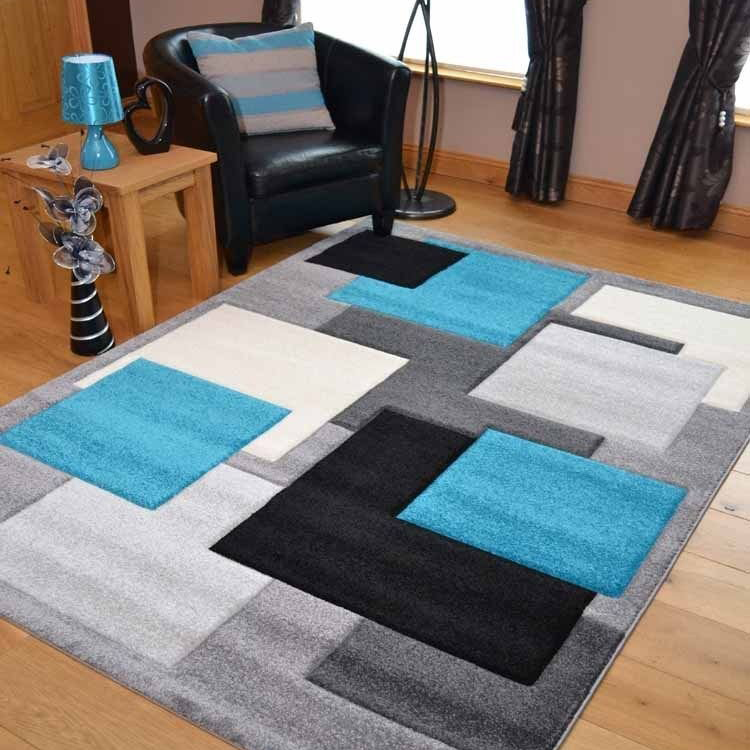
Ковёр в современном стиле машинного производства